# Lega Basket Serie A FIP MVP
Il Lega Basket Serie A FIP MVP è il premio conferito dalla Lega Basket al miglior giocatore della stagione regolare.

## Vincitori

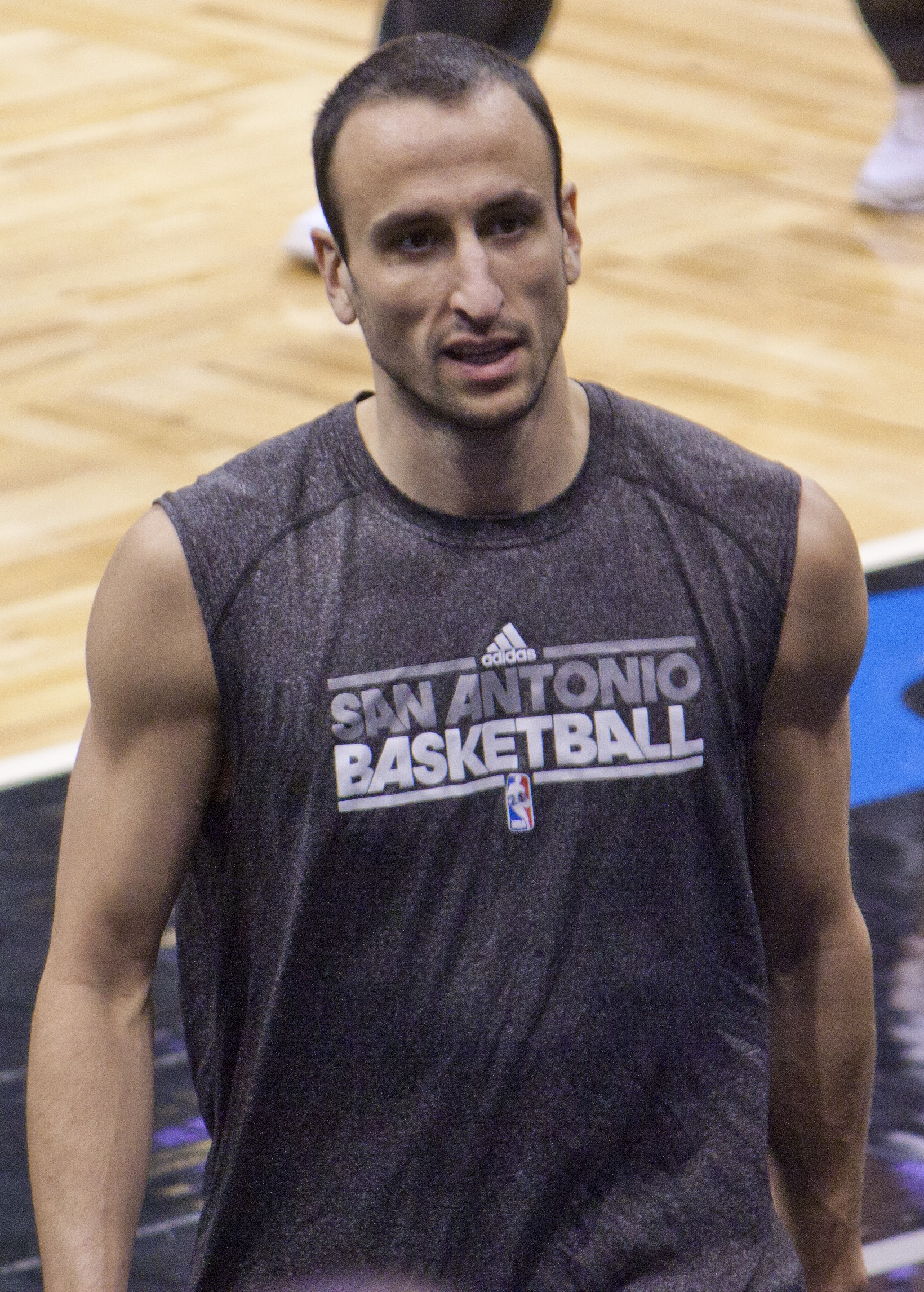
Manu Ginóbili, due volte vincitore del premio

| Stagione  | Giocatore             | Squadra                   |
| --------- | --------------------- | ------------------------- |
| 1993-1994 | Carlton Myers         | Scavolini Pesaro          |
| 1994-1995 | Stefano Rusconi       | Benetton Treviso          |
| 1995-1996 | Henry Williams        | Benetton Treviso          |
| 1996-1997 | Carlton Myers (2)     | TeamSystem Bologna        |
| 1997-1998 | Predrag Danilović     | Kinder Bologna            |
| 1998-1999 | Vincenzo Esposito     | Termal Imola              |
| 1999-2000 | Vincenzo Esposito (2) | Lineltex Imola            |
| 2000-2001 | Emanuel Ginóbili      | Kinder Bologna            |
| 2001-2002 | Emanuel Ginóbili (2)  | Kinder Bologna            |
| 2002-2003 | Massimo Bulleri       | Benetton Treviso          |
| 2003-2004 | Gianluca Basile       | Skipper Bologna           |
| 2004-2005 | Massimo Bulleri (2)   | Benetton Treviso          |
| 2005-2006 | Lynn Greer            | Carpisa Napoli            |
| 2006-2007 | Terrell McIntyre      | Montepaschi Siena         |
| 2007-2008 | Danilo Gallinari      | Armani Jeans Milano       |
| 2008-2009 | Terrell McIntyre (2)  | Montepaschi Siena         |
| 2009-2010 | Romain Sato           | Montepaschi Siena         |
| 2010-2011 | Omar Thomas           | Air Avellino              |
| 2011-2012 | Bo McCalebb           | Montepaschi Siena         |
| 2012-2013 | Luigi Datome          | Acea Roma                 |
| 2013-2014 | Drake Diener          | Banco di Sardegna Sassari |
| 2014-2015 | Tony Mitchell         | Aquila Basket Trento      |
| 2015-2016 | James Nunnally        | Sidigas Avellino          |
| 2016-2017 | Marcus Landry         | Germani Brescia           |
| 2017-2018 | Jason Rich            | Sidigas Avellino          |
| 2018-2019 | Drew Crawford         | Vanoli Cremona            |
| 2019-2020 | Non assegnato         | Non assegnato             |
| 2020-2021 | Stefano Tonut         | Umana Reyer Venezia       |
| 2021-2022 | Amedeo Della Valle    | Germani Brescia           |
| 2022-2023 | Colbey Ross           | Openjobmetis Varese       |
| 2023-2024 | Marco Belinelli       | Virtus Segafredo Bologna  |
| 2024-2025 | Miro Bilan            | Germani Brescia           |